# Новые Мамеи (деревня)
Но́вые Маме́и (чув. Ҫӗнӗ Мами, Ҫӑхӑр Мами, Ҫӗнӗ Ҫӑхӑр, Ҫӗнӗ Ҫӑхӑр Мами) — деревня в Канашском районе Чувашской Республики. Входит в состав Байгильдинского сельского поселения.

## География
Находится в центральной части Чувашии, на расстоянии приблизительно 6 км по прямой на запад-северо-запад от районного центра города Канаш.

## История
Известна с 1795 года, когда здесь было 25 дворов и 225 жителей. В 1906 году здесь было 88 дворов и 443 жителя, в 1926—125 дворов, 556 жителей, в 1939—593 жителя, в 1979—549. В 2002 году было 137 дворов, в 2010—125 домохозяйств. В 1931 году был образован колхоз «Ворошилов», в 2010 году действовали ООО «Цивиль» и колхоз «Цивиль».

## Население
Постоянное население составляло 352 человека (чуваши 97 %) в 2002 году, 347 в 2010.